# Campionati mondiali di skeleton 2005
I Campionati mondiali di skeleton 2005, diciassettesima edizione della manifestazione organizzata dalla Federazione Internazionale di Bob e Skeleton, si tennero il 20 ed il 21 febbraio 2005 a Calgary, in Canada, sulla pista del Canada Olympic Park, la stessa sulla quale si svolsero le competizioni del bob e dello slittino ai Giochi di Calgary 1988 nonché le rassegne iridate del 1992, del 1996 e del 2001; furono disputate gare in due differenti specialità: nel singolo uomini e nel singolo donne e le vittorie furono ottenute rispettivamente dal canadese Jeff Pain e dalla svizzera Maya Pedersen, entrambi al loro secondo trionfo iridato, che raggiunsero in testa alla classifica dei plurivincitori l'altro canadese Ryan Davenport, fino a quel momento l'unico ad aver conquistato due titoli mondiali.
Come nella precedente rassegna anche questa edizione dei mondiali si svolse contestualmente a quella del bob.

## Risultati

### Singolo uomini
La gara fu disputata il 20 ed il 21 febbraio nell'arco di quattro manches e presero parte alla competizione 28 atleti in rappresentanza di 14 differenti nazioni; campione uscente era il canadese Duff Gibson, che concluse la prova al terzo posto, ed il titolo fu conquistato dal connazionale Jeff Pain, già campione del mondo a Nagano 2003, davanti allo svizzero Gregor Stähli, vincitore dell'oro iridato ad Altenberg 1994 e medaglia di bronzo ai Giochi di Salt Lake City 2002.
| Pos. | Atleti           | Nazione       | Tempo   | Distacco |
| ---- | ---------------- | ------------- | ------- | -------- |
|      | Jeff Pain        | Canada        | 3'44"52 |          |
|      | Gregor Stähli    | Svizzera      | 3'45"32 | +0"80    |
|      | Duff Gibson      | Canada        | 3'45"82 | +1"30    |
| 4    | Kristan Bromley  | Gran Bretagna | 3'46"25 | +1"73    |
| 5    | Zach Lund        | Stati Uniti   | 3'46"36 | +1"84    |
| 6    | Markus Penz      | Austria       | 3'46"89 | +2"37    |
| 7    | Philippe Cavoret | Francia       | 3'46"91 | +2"39    |
| 8    | Eric Bernotas    | Stati Uniti   | 3'47"24 | +2"72    |
| 8    | Chris Soule      | Stati Uniti   | 3'47"24 | +2"72    |
| 10   | Kazuhiro Koshi   | Giappone      | 3'47"79 | +3"27    |

### Singolo donne
La gara fu disputata il 20 ed il 21 febbraio nell'arco di quattro manches e presero parte alla competizione 23 atlete in rappresentanza di 12 differenti nazioni; campionessa uscente era la tedesca Diana Sartor, che concluse la prova all'ottavo posto, ed il titolo fu conquistato dalla svizzera Maya Pedersen, già campionessa del mondo a Calgary 2001, davanti alla statunitense Noelle Pikus-Pace ed alla canadese Michelle Kelly, vincitrice dell'oro iridato a Nagano 2003.
| Pos. | Atleti                | Nazione     | Tempo   | Distacco |
| ---- | --------------------- | ----------- | ------- | -------- |
|      | Maya Pedersen         | Svizzera    | 3'52"42 |          |
|      | Noelle Pikus-Pace     | Stati Uniti | 3'52"52 | +0"10    |
|      | Michelle Kelly        | Canada      | 3'53"18 | +0"76    |
| 4    | Kerstin Jürgens       | Germania    | 3'53"79 | +1"37    |
| 5    | Monique Riekewald     | Germania    | 3'53"83 | +1"41    |
| 6    | Lindsay Alcock        | Canada      | 3'53"86 | +1"44    |
| 7    | Katie Uhlaender       | Stati Uniti | 3'54"76 | +2"34    |
| 8    | Diana Sartor          | Germania    | 3'54"87 | +2"45    |
| 9    | Tanja Morel           | Svizzera    | 3'55"37 | +2"95    |
| 10   | Mellisa Hollingsworth | Canada      | 3'55"60 | +3"18    |

## Medagliere
| Posizione | Nazione     | Oro | Argento | Bronzo | Totale |
| --------- | ----------- | --- | ------- | ------ | ------ |
| 1         | Svizzera    | 1   | 1       | 0      | 2      |
| 2         | Canada      | 1   | 0       | 2      | 3      |
| 3         | Stati Uniti | 0   | 1       | 0      | 1      |
| Totale    | Totale      | 2   | 2       | 2      | 6      |